# جورجي إيفانوف (رائد فضاء)
جورجي ايفانوف (و. 1940 – م) هو رائد فضاء، وطيار من بلغاريا. ولد في لوفتش.

## ريادة الفضاء
شارك في المهمات الفضائية:
- Soyuz 33.

## جوائز
حصل على جوائز منها:
- وسام لينين
- بطل الاتحاد السوفيتي
- ميدالية الاستحقاق في استكشاف الفضاء